# 강남구 을
서울 강남구 을은 대한민국의 국회의원 선거구이다.  서울특별시 강남구 일부 지역을 관할한다. 현 지역구 국회의원은 국민의힘의 박수민이다.

## 역사
1988년 대한민국 제13대 국회의원 선거를 앞두고 신설되었다. 신설 당시 삼성1동, 삼성2동, 대치1동, 대치2동, 대치3동, 개포1동, 개포2동, 개포3동, 전곡동, 일원동은 강남구 을로 묶였고, 나머지 지역인 신사동, 논현동, 학동, 압구정동, 청담동, 역삼1동, 역삼2동은 강남구 갑이 되었다. 다
1996년 대한민국 제15대 국회의원 선거를 앞두고 삼성동이 강남구 갑으로 넘어갔다.
2016년 대한민국 제20대 국회의원 선거를 앞두고 강남구 갑과 을의 인구가 선거법에 명시된 인구 상한선을 초과함에 따라 강남구 병이 신설되었다. 이로 인해 기존에 강남구 을에 속했던 대치동이 강남구 병으로 넘어가게 되었다.

## 관할 구역
| 대수      | 관할 구역 |
| --------- | --- |
| 13대      | 강남구 삼성1동, 삼성2동, 대치1동, 대치2동, 대치3동, 개포1동, 개포2동, 개포3동, 전곡동, 일원동                             |
| 14대      | 강남구 삼성1동, 삼성2동, 대치1동, 대치2동, 대치3동, 대치4동, 개포1동, 개포2동, 개포3동, 개포4동, 세곡동, 일원동           |
| 15대~18대 | 강남구 대치1동, 대치2동, 대치3동, 대치4동, 개포1동, 개포2동, 개포3동, 개포4동, 일원본동, 일원1동, 일원2동, 수서동, 세곡동 |
| 19대      | 강남구 대치1동, 대치2동, 대치4동, 개포1동, 개포2동, 개포4동, 일원본동, 일원1동, 일원2동, 수서동, 세곡동                   |
| 20대~21대 | 강남구 개포1동, 개포2동, 개포4동, 세곡동, 일원본동, 일원1동, 일원2동, 수서동                                              |
| 22대~     | 강남구 개포1동, 개포2동, 개포3동, 개포4동, 세곡동, 일원본동, 일원1동, 수서동                                              |

## 역대 국회의원
| 선거   | 정당 | 정당         | 의원   |
| ------ | ---- | ------------ | ------ |
| 1988년 |      | 민주정의당   | 이태섭 |
| 1992년 |      | 민주당       | 홍사덕 |
| 1996년 |      | 무소속       | 홍사덕 |
| 2000년 |      | 한나라당     | 오세훈 |
| 2004년 |      | 한나라당     | 공성진 |
| 2008년 |      | 한나라당     | 공성진 |
| 2012년 |      | 새누리당     | 김종훈 |
| 2016년 |      | 더불어민주당 | 전현희 |
| 2020년 |      | 미래통합당   | 박진   |
| 2024년 |      | 국민의힘     | 박수민 |

## 역대 선거 결과

### 대한민국 제13대 국회의원 선거
|  | 35.97% |

|  | 30.39% |

|  | 20.95% |

|  | 9.38% |

|  | 2.96% |

|  | 0.32% |

### 대한민국 제14대 국회의원 선거
|  | 52.24% |

|  | 35.50% |

|  | 12.25% |

### 대한민국 제15대 국회의원 선거
|  | 26.06% |

|  | 24.33% |

|  | 23.55% |

|  | 21.17% |

|  | 4.29% |

|  | 0.38% |

|  | 0.20% |

### 대한민국 제16대 국회의원 선거
|  | 59.39% |

|  | 31.21% |

|  | 4.90% |

|  | 1.71% |

|  | 1.37% |

|  | 0.85% |

|  | 0.55% |

### 대한민국 제17대 국회의원 선거
|  | 57.50% |

|  | 34.07% |

|  | 7.44% |

|  | 0.98% |

### 대한민국 제18대 국회의원 선거
|  | 62.69% |

|  | 18.71% |

|  | 7.35% |

|  | 5.24% |

|  | 4.93% |

|  | 1.04% |

### 대한민국 제19대 국회의원 선거
|  | 59.47% |

|  | 39.26% |

|  | 1.25% |

### 대한민국 제20대 국회의원 선거
|  | 51.46% |

|  | 44.41% |

|  | 4.12% |

### 대한민국 제21대 국회의원 선거
|  | 50.94% |

|  | 46.41% |

|  | 1.31% |

|  | 0.90% |

|  | 0.41% |

### 대한민국 제22대 국회의원 선거
|  | 58.57% |

|  | 41.42% |